# 狐媚藂談
《狐媚叢談》五卷，是一部以狐為主題的明代文言小說總集。原題為憑虛子撰。
《狐媚叢談》收錄131種與狐媚有關的故事，内容来自於漢、晋以來的类书、笔记等書籍，最大來源是《太平廣記》，共有有87篇雷同。篇首有“墨杘子”小引曰：“狐為媚也，齊諧聞而志之。憑虛子□（藂）而傳之，以為談助。”墨杘二字有無賴之徒的意思。憑虛子同墨杘子一樣都是筆名，《狐媚叢談》的作者究竟是誰，目前學術界尚無定論，有可能是刊刻者楊爾曾，但證據不足。《狐媚叢談》最早有萬曆三十年錢塘楊爾曾草玄居刊本，今藏上海圖書館，另有日本內閣文庫藏刻本、日人林羅山手校本三個版本。